# Un danger public
Pour plus de détails, voir Fiche technique et Distribution.
Un danger public (Picture Snatcher) est un film américain réalisé par Lloyd Bacon et sorti en 1933.

## Synopsis
Après sa sortie de prison, Danny Kean (James Cagney) quitte son ancien gang pour devenir photographe dans un journal.

## Fiche technique
- Titre original : Picture Snatcher
- Titre français : Un danger public
- Réalisation : Lloyd Bacon
- Scénario : Daniel Ahern (histoire), Allen Rivkin (adaptation), P. J. Wolfson (adaptation), Ben Markson (dialogues), William Keighley (non crédité)
- Direction artistique : Robert M. Haas
- Costumes : Orry-Kelly
- Photographie : Sol Polito
- Montage : William Holmes
- Société de production : Warner Bros.
- Société de distribution : Warner Bros.
- Pays de production :  États-Unis
- Langue originale : anglais
- Format : noir et blanc — 35 mm — 1.37:1 — son monophonique
- Genre : Policier
- Durée : 77 minutes
- Date de sortie :
  - États-Unis : 6 mai 1933

## Distribution

### Acteurs principaux
- James Cagney : Danny Kean
- Ralph Bellamy : McLean
- Patricia Ellis : Patricia
- Alice White : Allison
- Ralf Harolde : Jerry the Mug
- Robert Emmett O'Connor : Lieutenant Casey Nolan
- Robert Barrat : Grover
- G. Pat Collins : Hennessy le pompier
- Arthur Vinton : John, gardien chef
- Tom Wilson : Leo

### Acteurs secondaires
- Maurice Black : propriétaire (non crédité)
- Stanley Blystone : garde  (non crédité)
- Don Brodie : Hood (non crédité)
- Hobart Cavanaugh : James Peters, le journaliste ivre (non crédité)
- George Chandler : journaliste (non crédité)
- Cora Sue Collins : la petite fille de Jerry (non crédité)
- Gino Corrado : barbier (non crédité)
- Mike Donlin : propriétaire de la salle de billard (non crédité)
- Dick Elliott : éditeur (non crédité)
- Sterling Holloway : étudient en journalisme (non crédité)
- John Ince : le capitaine de la police (non crédité)
- Selmer Jackson : Joe Chase, éditeur (non crédité)
- Donald Kerr : Mike, l'homme avec Colleen (non crédité)
- Milton Kibbee : journaliste à l'extérieur de la prison (non crédité)
- Charles King : journaliste malade assistant à l’exécution (non crédité)
- Larry McGrath : le bookmaker (non crédité)
- Matt McHugh : le sergent distribuant des armes à feu (non crédité)
- Bert Moorhouse : journaliste assistant à l’exécution (non crédité)
- Bob Perry : le barman (non crédité)
- Cliff Saum : journaliste (non crédité)
- Charles Sherlock : journaliste assistant à l’exécution (non crédité)
- Philip Sleeman : Hood (non crédité)
- William H. Strauss : Tailor (non crédité)
- Vaughn Taylor : éditeur (non crédité)
- Phil Tead : journaliste F.L. Strange (non crédité)
- Billy West : journaliste Stacy (non crédité)
- Renee Whitney : Connie Rowland (non crédité)
- William Worthington : journaliste assistant à l’exécution (non crédité)